# Giovanni Tommaso Borgonio
Giovanni Tommaso Borgonio (1620-1695) est un cartographe piémontais. Personnage talentueux et graveur réputé, il est né à Perinaldo le 2 octobre 1628, d'Antonio Borgogno et de Caterina (probablement Pizzio).
Borgogno occupe les postes de cartographe, d'architecte et d'ingénieur du duc de Savoie, mais ce ne sont que les premiers titres. Par la suite, précisément en 1652, il fut secrétaire du duc, assistant dans la chambre de la duchesse et du duc, en 1655 secrétaire d'État et des finances de SAR, en 1670 son architecte personnel et prieur de la Compagnie de Saint-Luc, en 1671, blasonneur des armoiries de toutes les maisons royales européennes. 
Mais l'ouvrage le plus précieux qui a donné à Borgogno renommée et notoriété en Europe est la Grande Charte du duché de Savoie mise au jour en 1680, connue sous le nom de charte « Madame Reale ». Publiée en 1680, et dite charte « Madame Reale » peut être considérée comme « la première véritable carte topographique militaire de l’histoire en raison de la rigueur avec laquelle les routes et les cols alpins sont représentés ».
Certes, Borgogno a dépassé les frontières culturelles de son époque en la matière. Telle est la maîtrise avec laquelle il définit le territoire et analyse ses caractéristiques avec des annotations cartographiques particulières et précises. Borgonio mourut en 1695.